# 厦门湾 (福建)
厦门湾是指福建省经济特区厦门市与漳州市管辖的龙海区之间的海湾。厦门湾是九龙江的出海口，厦门湾东岸有鼓浪屿、厦门港海沧港区及厦门邮轮中心等，西岸是招商局漳州开发区，是大陆主要的对台口岸。

## 参见

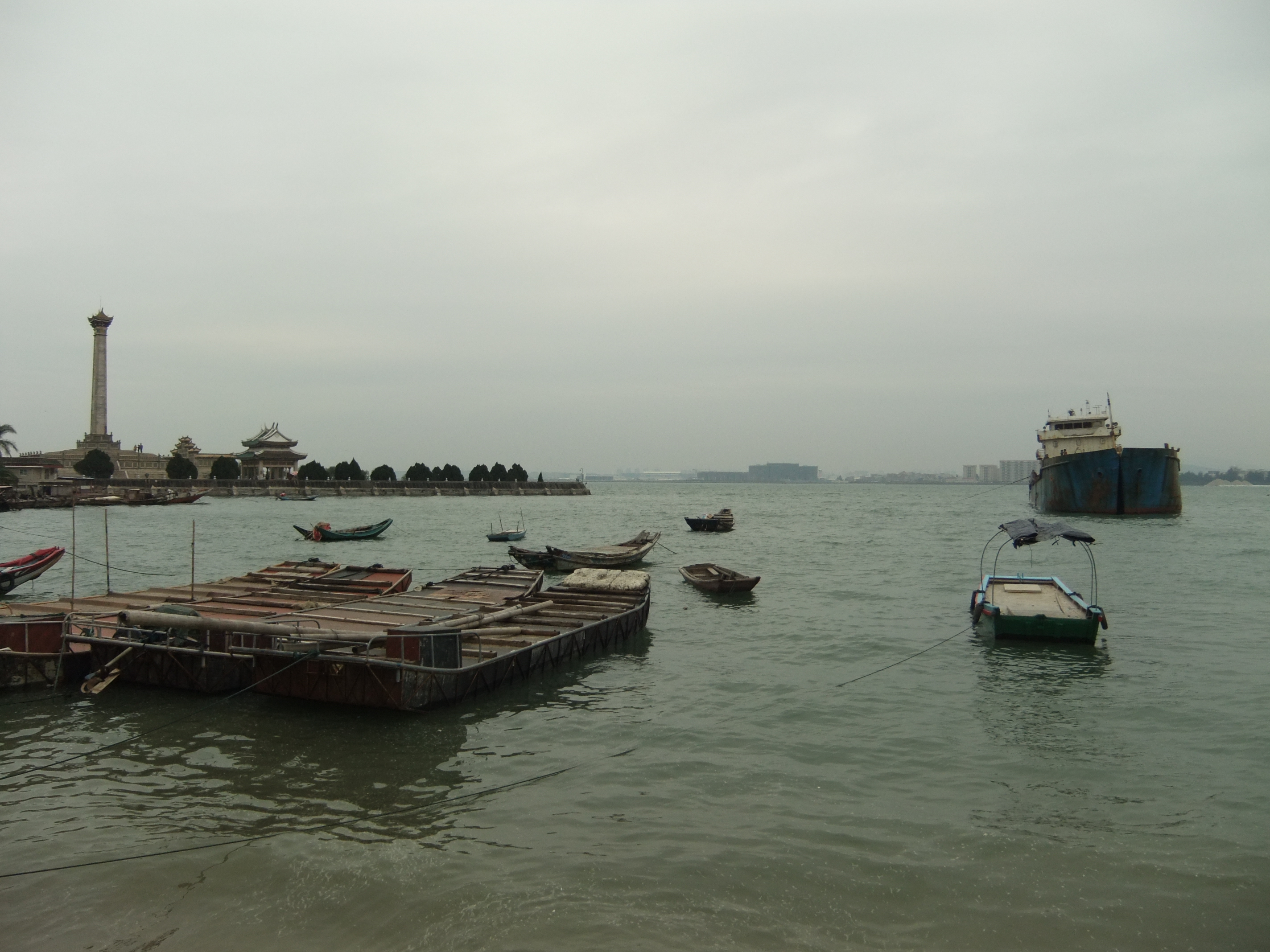
廈門灣位於集美區嘉庚公園附近